# سباستین هیل
سباستین هیل (انگلیسی: Sebastian Hille؛ زادهٔ ۱۹ اکتبر ۱۹۸۰) بازیکن فوتبال اهل آلمان است.
از باشگاه‌هایی که در آن بازی کرده‌است می‌توان به باشگاه فوتبال روت وایس اهلن، باشگاه فوتبال بوخوم، و باشگاه فوتبال آرمینیا بیله‌فلد اشاره کرد.